# Persone di nome Antonio/Allenatori di calcio
| Questa pagina contiene informazioni ricavate automaticamente dalle voci biografiche con l'ausilio del template Bio e di un bot. L'aggiornamento è periodico e automatico e ricostruisce completamente la pagina. Se manca una persona in questa lista, sei pregato di non aggiungerla, ma accertati piuttosto che la sua voce biografica contenga il template Bio e che i dati anagrafici siano correttamente compilati. Se il template Bio manca, inseriscilo tu stesso o, in alternativa, metti l'avviso {{tmp\|Bio}} che ne segnala la mancanza. Se i dati riportati sono sbagliati, correggi direttamente la voce biografica; le modifiche saranno visibili in questa lista entro pochi giorni. Per chiarimenti vedi il progetto antroponimi. La lista contiene solo le 73 persone che sono citate nell'enciclopedia e per le quali è stato implementato correttamente il template Bio. Pagina aggiornata al 22 giu 2025. |

Questa è una lista di persone presenti nell'enciclopedia che hanno il nome Antonio e sono allenatori di calcio.

## A(3)
- Antonio Aloisi, allenatore di calcio e ex calciatore italiano (Ascoli Piceno, n. 1968)
- Antonio Aquilanti, allenatore di calcio e ex calciatore italiano (Lanciano, n. 1985)
- Antonio Arcadio, allenatore di calcio e ex calciatore italiano (Monteiasi, n. 1972)

## B(7)
- Antonio Bacchetti, allenatore di calcio e calciatore italiano (Codroipo, n. 1923 - Udine, † 1979)
- Antonio Barrios, allenatore di calcio spagnolo (Getxo, n. 1910 - San Sebastián, † 2002)
- Antonio Benassi, allenatore di calcio e calciatore italiano (Piacenza, n. 1903 - Piacenza, † 1959)
- Antonio Bitetti, allenatore di calcio e ex calciatore italiano (Ginosa, n. 1974)
- Antonio Briones, allenatore di calcio spagnolo (Marbella, n. 1939)
- Antonio Bucciarelli, allenatore di calcio e ex calciatore italiano (Napoli, n. 1970)
- Antonio Buscè, allenatore di calcio e ex calciatore italiano (Gragnano, n. 1975)

## C(13)
- Antonio Calderón, allenatore di calcio e ex calciatore spagnolo (Cadice, n. 1967)
- Antonio Roberto Camatta, allenatore di calcio e ex calciatore brasiliano (Araçuí, n. 1939)
- Antonio Carannante, allenatore di calcio e ex calciatore italiano (Pozzuoli, n. 1965)
- Antonio Carnevali, allenatore di calcio e calciatore italiano (Sassuolo, n. 1910 - Sassuolo, † 1977)
- Antonio Cavallo, allenatore di calcio e ex calciatore italiano (Torino, n. 1964)
- Antonio Chimenti, allenatore di calcio e ex calciatore italiano (Bari, n. 1970)
- Antonio Cincotta, allenatore di calcio italiano (Milano, n. 1985)
- Antonio Cinelli, allenatore di calcio e ex calciatore italiano (Roma, n. 1989)
- Antonio Colombo, allenatore di calcio e ex calciatore italiano (Mezzago, n. 1947)
- Antonio Congiu, allenatore di calcio e ex calciatore italiano (Cagliari, n. 1936)
- Antonio Conte, allenatore di calcio e ex calciatore italiano (Lecce, n. 1969)
- Antonio Giovanni Corbisiero, allenatore di calcio e ex calciatore inglese (Exmouth, n. 1984)
- Antonio Curreri, allenatore di calcio italiano (n. 1939)

## D(4)
- Antonio Dell'Oglio, allenatore di calcio e ex calciatore italiano (Milano, n. 1963)
- Antonio Di Nardo, allenatore di calcio italiano (Mugnano di Napoli, n. 1979)
- Antonio Di Salvo, allenatore di calcio e ex calciatore tedesco (Paderborn, n. 1979)
- Antonio Durán, allenatore di calcio e calciatore spagnolo (Arbúcies, n. 1924 - Åkersberga, † 2009)

## F(2)
- Antonio Filippini, allenatore di calcio e ex calciatore italiano (Brescia, n. 1973)
- Antonio Floro Flores, allenatore di calcio e ex calciatore italiano (Napoli, n. 1983)

## G(2)
- Antonio Giammarinaro, allenatore di calcio e ex calciatore italiano (Tunisi, n. 1931)
- Antonio Giosa, allenatore di calcio e ex calciatore italiano (Potenza, n. 1983)

## H(1)
- Antonio Hidalgo, allenatore di calcio e ex calciatore spagnolo (Barcellona, n. 1979)

## I(2)
- Antonio Imbelloni, allenatore di calcio e calciatore argentino (Lanús, n. 1924)
- Antonio Incalza, allenatore di calcio e ex calciatore italiano (Napoli, n. 1949)

## J(2)
- Antonio Janni, allenatore di calcio e calciatore italiano (Santena, n. 1904 - Torino, † 1987)
- Antonio Jiménez Sistachs, allenatore di calcio e ex calciatore spagnolo (La Garriga, n. 1970)

## L(5)
- Antonio La Palma, allenatore di calcio e ex calciatore italiano (Brindisi, n. 1951)
- Antonio Lionetti, allenatore di calcio e calciatore italiano (Trinitapoli, n. 1926 - † 2004)
- Antonio Logozzo, allenatore di calcio e ex calciatore italiano (Gioiosa Ionica, n. 1954)
- Antonio Lonardi, allenatore di calcio e calciatore italiano (San Michele Extra, n. 1936 - Verona, † 2018)
- Antonio López Habas, allenatore di calcio e ex calciatore spagnolo (Pozoblanco, n. 1957)

## M(7)
- Antonio Manicone, allenatore di calcio e ex calciatore italiano (Milano, n. 1966)
- Antonio Marasco, allenatore di calcio e ex calciatore italiano (Torre Annunziata, n. 1970)
- Tony Meola, allenatore di calcio e ex calciatore statunitense (Belleville, n. 1969)
- Antonio Mohamed, allenatore di calcio e ex calciatore argentino (Buenos Aires, n. 1970)
- Antonio Monguzzi, allenatore di calcio e ex calciatore italiano (Monza, n. 1938)
- Antonio Montico, allenatore di calcio e calciatore italiano (Valvasone, n. 1933 - † 2013)
- Antonio Moretti, allenatore di calcio e calciatore italiano (Rimini, n. 1902 - Modena, † 1985)

## N(2)
- Antonio Nocerino, allenatore di calcio e ex calciatore italiano (Napoli, n. 1985)
- Antonio Nonis, allenatore di calcio e calciatore italiano (Turriaco, n. 1921 - Cava de' Tirreni, † 2008)

## O(1)
- Antonio Olmo, allenatore di calcio e ex calciatore spagnolo (Sabadell, n. 1954)

## P(5)
- Antonio Pacheco, allenatore di calcio e ex calciatore uruguaiano (Montevideo, n. 1976)
- Antonio Paganin, allenatore di calcio e ex calciatore italiano (Vicenza, n. 1966)
- Antonio Piccolo, allenatore di calcio e ex calciatore italiano (Napoli, n. 1988)
- Antonio Pigino, allenatore di calcio e ex calciatore italiano (Torino, n. 1951)
- Antonio Pin, allenatore di calcio e calciatore italiano (Fossalta di Piave, n. 1928 - Padova, † 2012)

## R(6)
- Antonio Ravot, allenatore di calcio e ex calciatore italiano (Roma, n. 1960)
- Antonio Renna, allenatore di calcio e calciatore italiano (Lecce, n. 1937 - Lecce, † 2019)
- Antonio Rizzolo, allenatore di calcio e ex calciatore italiano (Orvieto, n. 1969)
- Antonio Rocca, allenatore di calcio e ex calciatore italiano (Castrovillari, n. 1951)
- Antonio Rondon, allenatore di calcio e ex calciatore italiano (Malo, n. 1956)
- Antonio Rosati, allenatore di calcio e ex calciatore italiano (Tivoli, n. 1983)

## S(2)
- Antonio Sala, allenatore di calcio italiano (Saronno, n. 1956)
- Antonio Soda, allenatore di calcio e ex calciatore italiano (Cutro, n. 1964)

## T(5)
- Antonio Tapia, allenatore di calcio e dirigente sportivo spagnolo (Baena, n. 1959)
- Antonio Tavares, allenatore di calcio e ex calciatore mauritano (Villeneuve-Saint-Georges, n. 1975)
- Antonio Tessariol, allenatore di calcio e ex calciatore italiano (Montebelluna, n. 1964)
- Antonio Toffanin, allenatore di calcio e ex calciatore italiano (Battaglia Terme, n. 1950)
- Antonio Trebiciani, allenatore di calcio italiano (Roma, n. 1938)

## V(2)
- Antonio Valero Yubero, allenatore di calcio e calciatore spagnolo (Madrid, n. 1932 - † 2018)
- Antonio Vettore, allenatore di calcio e ex calciatore italiano (Padova, n. 1960)

## Á(2)
- Antonio Álvarez Giráldez, allenatore di calcio, ex calciatore e dirigente sportivo spagnolo (Marchena, n. 1955)
- Antonio Álvarez Pérez, allenatore di calcio e ex calciatore spagnolo (Estremadura, n. 1975)